# Laurence Baldauff
Laurence Baldauff, född 19 november 1974, är en österrikisk bågskytt. Hon deltog vid olympiska sommarspelen 2016.